# 無党派
無党派（むとうは）は、どの政党にも属していない人や、どの政党も支持していない人のことである。公職議員や首長が党派に属していない場合は主に無所属という。

## 無党派層
有権者のうち支持政党を持たない層を無党派層または政党支持なし層という。
初期の投票行動の分析では、無党派層は政治的関心の薄い有権者層とされ、政治的にもほとんど重視されなかった。しかし無党派層にも政治的関心が高く投票を行う者も多いことがわかってきており、無党派層の投票の行方が政治を大きく左右することもある。そのため、選挙において当選するには無党派の支持を拡大することが重要といわれることもある。
日本の政治学者である田中愛治は、投票行動を分析して無党派層を、そもそも政治的無関心で投票に行くことも少ない政治的無関心層、政治に関心はあるが支持政党をもたない政党拒否層、かつて支持政党をもっていた脱政党層の3つに分類している。
政党にとっては既存支持層の利益と無党派層の期待の両方が相反する場合には政策の判断が悩ましい問題となる。

## アメリカ合衆国
アメリカでは投票行動の分析・研究が特に発達してきた。
1950年代の世論調査をもとにしたミシガン大学での研究は投票者の政党帰属意識（政党支持態度）の観点から分析を行うもので「ミシガン・モデル」または「政党帰属意識モデル」として投票行動理論の古典的地位を占めた。ところが、1960年代中盤以降になると政党離れによる無党派層の増大や争点志向の増大により投票行動モデルの修正が必要となった。
1960年代にはベトナム戦争や人種問題といった新たな問題を背景に、候補者評価の基準に所属政党ではなく争点を挙げる有権者が増大した。このような投票行動をもとにした投票モデルは争点投票モデルと呼ばれる。
1970年代になりベトナム戦争などが主要な政策上の争点から外れると争点投票モデルの有効性も低下し、かわって政権の業績に対するラフな評価が投票行動に影響しているとみる業績投票モデルが登場した。この業績評価モデルは政党帰属意識モデルと対立するものではなく、政党帰属意識モデルに業績評価の観点を組み込んだ投票行動モデルである。

## 日本

### 無党派層の増大
1976年12月の第34回衆議院議員総選挙の公示1週間前、評論家活動をしていた元職の麻生良方は「無党派立候補宣言」をし、旧東京1区において無所属でトップ当選を果たした。同じく無所属で立候補して当選した宇都宮徳馬、鳩山邦夫、麻生の3人はそれぞれ思想的背景は異なっていたが、第80回国会が召集された同年12月30日、会派「無党派クラブ」を結成した。
日本では無党派層は1960年代後半までは有権者の1割程度であった。当時は冷戦構造下であったのに加えて、日本社会においても有産階級と無産階級に分かれていた時代の名残がまだ残っており、有権者の政党支持傾向もそれを反映していたといえる。その後、日本の高度経済成長に伴う中流層の増大により、1970年代から1990年代初めにかけて無党派層は有権者の2割から3割程度となったものの、政党支持層に比べると少数派であった。しかし、冷戦構造が崩壊し一億総中流社会となった1990年代に無党派層は急増し、1990年代中頃には無党派層が有権者の半数前後を占めるようになった。
1991年山梨県知事選挙で政党の推薦や支援がない天野建は四大政党が支援する元副知事候補を破って当選し、後に「無党派知事」の魁と呼ばれた。また、1995年に東京都知事選挙と大阪府知事選挙で無所属の青島幸男と横山ノックが当選し、既成政党の候補が敗れた時、無党派が注目されるようになった。同年、「無党派」は新語・流行語大賞の年間大賞に選ばれた。
1990年代の無党派層の増大は、国際的には冷戦構造の終焉、国内的には55年体制の崩壊後の政党の分裂と新党の結成などによる有権者の認知的不協和が原因にあるとされている。また、たび重なる政治家の汚職や政治不信などが有権者の政治に対する無関心を増大させつつあり、低投票率の場合は組織票で勝る政党が勝利するケースが多いため、選挙に行くこと自体が無意味と考える人々が多いことも挙げられている。個々人の価値観が極度に多様化していることも、特定の政党を支持しづらいことにつながっている。日本において一億総中流社会が崩壊した21世紀に入ってからも、その傾向はさらに続いている。
1990年代に増大した無党派層は、必ずしもすべてが政治的関心が低い層というわけではなく、政治的関心をもち投票へ行く有権者層もあることから、無党派層の投票の行方が政治を大きく左右することもある。2000年衆議院選挙の直前、無党派層が野党民主党に多く投票すると予想されていたため、当時の首相森喜朗は「無党派層は寝ていてくれれば」と発言して批判された。
2005年の衆議院選挙での自民党の大勝は、無党派層の投票動向が選挙結果に大きく影響した事例と考えられている。

### 無党派層と選挙活動
無党派層の投票行動を分析する場合、棄権、政党候補への投票、無所属候補への投票が考えられる。既存政党にマイナスのイメージを持っている有権者に対しては無所属候補が有利となり、政党の支持を受けている候補者も政党色を抑えた選挙活動を行うことがある。また、消極的無党派層を取り込むための策として、タレント候補を立てることがある。多くは比例代表制非拘束名簿式の候補者名簿に置かれ、そのファンなどの票に期待するものである。